# Frontera entre Argelia y Mauritania
La frontera entre Argelia y Mauritania es el límite internacional que separa Argelia y Mauritania. Su trazado está ubicado de lleno en el Sáhara y es herencia de la colonización francesa. El trazado ha sido definido por la ratificación argelina del 18 de febrero de 1984 de la convención delimitadora entre ambos países, firmada el 13 de diciembre de 1983 por los presidentes Chadli Bendjedid y Mohamed Khouna Ould Haidalla.

## Trazado
La frontera argelino-mauritana está materializada por 3 hitos a lo largo de sus 463 km, que siguen una recta, entre los puntos geográficos 4° 50' 00" oeste - 25° 00' 00" Norte y 8° 40' 00" oeste - 27° 17' 40" norte.
- Comienza al trifinio fronterizo entre Argelia, Mauritania y Malí a la altura del meridiano 25º oeste y del paralelo 4° 50' norte, para terminarse al meridiano 27° 17' 40' oeste y el punto paralelo 8° 40' norte. Atraviesa los pozos Hassi 75 que constituyen el segundo punto de demarcación.